# نورت فیراوکس (کالیفرنیا)
نورت فیراوکس (به انگلیسی: North Fair Oaks) یک منطقهٔ مسکونی در ایالات متحده آمریکا است که در شهرستان سن ماتئو، کالیفرنیا واقع شده‌است. نورت فیراوکس ۳٫۱۰۹ کیلومتر مربع مساحت و ۱۴٬۶۸۷ نفر جمعیت دارد و ۸ متر بالاتر از سطح دریا واقع شده‌است.